# أشرطة الفاتيكان
أشرطة الفاتيكان (بالإنجليزية: The Vatican Tapes)‏ هو فيلم رعب أمريكي خارق للطبيعة لعام 2015 من إخراج مارك نيفيلدين وكتابة كريستوفر بوريللي ومايكل سي مارتن. وبطولة أوليفيا تايلور دودلي، مايكل بينا، دوجراي سكوت.

## روابط خارجية
- أشرطة الفاتيكان على موقع IMDb (الإنجليزية)
- أشرطة الفاتيكان على موقع ميتاكريتيك (الإنجليزية)
- أشرطة الفاتيكان على موقع روتن توميتوز (الإنجليزية)
- أشرطة الفاتيكان على موقع قاعدة بيانات الأفلام العربية
- أشرطة الفاتيكان على موقع ألو سيني (الفرنسية)
- أشرطة الفاتيكان على موقع أول موفي (الإنجليزية)
- أشرطة الفاتيكان على موقع بوكس أوفيس موجو (الإنجليزية)
- أشرطة الفاتيكان على موقع فيلمافينيتي (الإسبانية)
- أشرطة الفاتيكان على موقع قاعدة بيانات الأفلام السويدية (السويدية)
- أشرطة الفاتيكان على موقع قاعدة بيانات الفيلم (الإنجليزية)